# 連續函數 (拓撲學)
在拓撲學和數學的相關領域裡，連續函數是指在拓撲空間之間的一種態射。直觀上來說，其為一個函數{\displaystyle f}，其中每一群在{\displaystyle f(x)}附近的點都會含有在{\displaystyle x}附近的一群點之值。對一個一般的拓撲空間來說，這是指{\displaystyle f(x)}的鄰域總會包含著{\displaystyle x}之鄰域的值。
在一個度量空間（如實數）裡，這是指在{\displaystyle f(x)}一定距離內的點總會包含著在{\displaystyle x}某些距離內的所有點。

## 定義
因為有若干個對拓撲結構的等價定義存在，所以亦存在若干種定義連續函數的方法。

### 開集與閉集定義
拓撲中最常見的連續概念之定義為將其定義為一個其開集之前像亦為開集的函數。類似開集的公式化，亦有一閉集公式化，其將連續函數定義為其閉集之前像亦為閉集的函數。

### 鄰域定義
以前像為基底之定義時常很難直接地被使用。替代地，設有一由{\displaystyle X}至{\displaystyle Y}的函數{\displaystyle f}，其中的{\displaystyle X}和{\displaystyle Y}都是拓撲空間。則f會被稱為是在{\displaystyle x}為連續的，其中{\displaystyle x}為{\displaystyle X}的元素，若對於任一{\displaystyle f(x)}的鄰域{\displaystyle V}，都存在一個能使{\displaystyle f(U)\subseteq V}之{\displaystyle x}的鄰域{\displaystyle U}。雖然此一定義看起來很複雜，其在直覺上是指不論{\displaystyle V}變得多「小」，總會可以找到一個包含可映射至{\displaystyle V}內之{\displaystyle x}的{\displaystyle U}。若{\displaystyle f}在{\displaystyle X}內的每一個元素{\displaystyle x}都會連續，則簡稱{\displaystyle f}是連續的。
在一度量空間內，則其會等價於將所有鄰域替換成考量以{\displaystyle x}和{\displaystyle f(x)}為中心之開球的邻域系统。這會導致在實分析中對連續函數的標準定義，其敘述著一個函數若為連續時，則其靠近{\displaystyle x}的所有點都會映射至靠近{\displaystyle f(x)}的點上。這只在度量空間中有意義，因為只有在度量空間中有距離的概念。

### 數列和網
在一些文章中，空間的拓撲會被簡便地以極限點來描述。